# 阿普龍克羅辛 (亞利桑那州)
阿普龍克羅辛（英語：Apron Crossing）是位於美國亞利桑那州亞瓦派縣的一個非建制地區。該地的面積和人口皆未知。

## 地理
阿普龍克羅辛的座標為34°29′00″N 113°02′52″W / 34.48333°N 113.04778°W，而該地的平均海拔高度為698米（即2290英尺）。